# Abdelkader Hamiri
Abdelkader Hamiri, dit Lokhmiri, surnommé « le Bombardier », né le 15 août 1919 à Mohammédia, est un ancien footballeur marocain. Il évoluait au poste d'attaquant, dont le meilleur souvenir reste à présent à son club de cœur, le Wydad AC, dont il est le premier buteur de la 1re équipe de son histoire.
Considéré comme la 2e légende du football marocain après Larbi Benbarek, il a porté le maillot de la sélection nationale du Maroc dont il a été sacré vainqueur des compétitions Inter-ligues de l'ULNA.

## Carrière
(janvier 2022).
Né en 1919, Lakhmiri fait carrière en tant que joueur professionnel, surtout en France, jusqu'à sa retraite en 1950, avant de devenir entraîneur dans des clubs tels que le SCC Mohammédia ou le Wydad AC.
Il fait ses débuts dans les terrains vagues de l’ancienne médina à Casablanca avant la Seconde guerre mondiale, au club de la Régie des Tabacs, puis intègre l’équipe du WAC 1939. Doté d’un tir lourd et fracassant que tous les gardiens craignaient à partir des 60 m, il est surnommé « le bombardier » par la presse. Le 22 octobre 1919, Lakhmiri fut pour l’histoire, le 1er joueur Wydadi à avoir inscrit dans un seul match un Hattrick (3 buts) dans les années 1940.
Lakhmiri faisait partie de la génération du WAC ayant joué le premier match du club, c’était le 15 octobre 1939 face à l’US Marocaine et qui s’est soldé par une défaite 2-1, dont il devient le 1er buteur de la 1re équipe dans l’histoire du WAC avec mention, évoluait dans une formation composée à l’époque  par Ould Aïcha, Bouchaïb, Salem Dandoun, Dumas, Hassan, Layachi, El Kébir, Abdelkader ben Aomar, Embarek, Seddik, Salem Benmiloud, Kacem Kacemi... et d’autres qui ont été dirigés par le Père Jégo, qui dès leur première saison seront sacrés Champions du Chaouia, et étant Vice-champion du Maroc après, ils joueront la Supercoupe marocaine le 29 septembre 1940 où Lokhmiri marquera deux buts des trois face à deux des Champions du Maroc les usémistes, et remportant donc le titre en réalisant le doublé.
La carrière de Lakhmiri en sa qualité de joueur professionnel peut être considérée entre 1945 et 1950 en France. Attaquant connu par ses tirs canonniers, ce joueur fait les beaux jours de plusieurs équipes françaises, dont le Red Star FC avec qui il passe la saison 1945/1946, et où il marque le 1er Hattrick d'un joueur marocain en Europe le 16 septembre 1945 face aux girondins de Bordeaux. Il marque 7 buts en 4 matchs mais se blesse en 10e journée face à l'Olympique de Marseille. Il porte ensuite les maillots des Stade Français (1946-1947), Girondins de Bordeaux (1947-1948), Toulouse FC (1948), avant de revenir à son club mère en acceptant la demande du Père Jégo de porter à nouveau le maillot du WAC pour deux saisons. Dès la 1re saison, il gagne avec les rouges la sextuple historique (triplé national : Coupe d'ouverture, Championnat et Supercoupe ; triplé continental : Ligues des champions, Coupe des coupes et Supercoupe nord-africaines). En 2e saison, il est sacré du quadruplé (doublé national : Championnat et Supercoupe ; doublé continental : Ligue des champions et Supercoupe nord-africaines). En fin de saison, il signe avec AS Cannes (1950-1951), puis FC Sète (1951-1952). Il a également évolué dans plusieurs clubs français avant de passer à une autre expérience en Algérie française où il fut joueur-entraîneur de l’équipe du JSM Tlemcen. Pendant seulement une année, il a eu le mérite d’assurer à cette équipe la montée en première division. Ce fut une belle première consécration de Lakhmiri qui va exceller dans sa nouvelle mission d’entraîneur surtout dans son pays où il va réussir son retour pour diriger plusieurs équipes marocaines avec lesquelles il a dégusté la saveur de certaines performances dans plusieurs coupes du maroc, du sahara, du maghreb... sans oublier la participation honorable à la Coupe Mohammed V avec le grand WAC, le 1er club qui l’a déniché depuis son enfance au quartier de l’ancienne médina.
Durant sa carrière d’entraîneur de clubs au Maroc, il forme plusieurs joueurs comme Haddadi, Hassan Acila et Ahmed Faras (Ballon d’or africain en 1975).
Si donc feu Lakhmiri fut le premier buteur-maison du WAC, aujourd’hui le club des rouges ne marque que grâce à des joueurs africains qu’il recrute d’ici et là tel le Libérien William Jebor, premier buteur du WAC et de la Botola de la saison 2016/2017. 

## Palmarès
En tant que joueur du  Wydad AC
- Botola Pro1 (3)
  - Champion : 1948, 1949, 1950
  - Vice-champion : 1940, 1943

- Supercoupe du Maroc (4)
  - Vainqueur : 1940, 1948, 1949, 1950
  - Finaliste : 1943

- Coupe d'Ouverture (2)
  - Vainqueur : 1948, 1949

- Coupe d'Élite (2)
  - Vainqueur : 1945, 1948

- Ligue des champions de l'ULNAF (2)
  - Vainqueur : 1948, 1949

- Supercoupe de l'ULNAF (2)
  - Vainqueur : 1948, 1949

- Coupe des vainqueurs de l'ULNAF (1)
  - Vainqueur : 1949

- Coupe de Casablanca (1)
  - Vainqueur : 1948

- Botola Pro2 (1)
  - Champion : 1942

- Botola Promotion (1)
  - Champion : 1942

- Tournoi de Noël (2)
  - Vainqueur : 1944, 1945

- Tournoi Fête Aïd Seghir (1)
  - Vainqueur : 1941

- Tournoi Fête Mouloud (1)
  - Vainqueur : 1941

- Tournoi Fête du Trône (1)
  - Vainqueur : 1941

- Tournoi Nouvel An (1)
  - Vainqueur : 1944

En tant que joueur du  Red Star FC
- Coupe de France
  - Finaliste : 1946

En tant que joueur du  Stade Français
- Ligue 1
  - 5e : 1947

En tant que joueur-entraîneur du  JSM Tlemcen
- Championnat d'Oran (Promotion) (1)
  - Champion : 1953

En tant que joueur du  Séléction du Maroc
- Tournoi Inter-ligues de l'ULNAF (3)
  - Vainqueur : 1947, 1948, 1949
  - Finaliste : 1942, 1945
  - Troisième : 1950
  - Quatrième : 1946

- Inter-ligues Maroc-Oranie
  - Finaliste : 1939

En tant que entraîneur du  Kénitra AC
- Botola Pro1 (1)
  - Champion : 1960

- Coupe du Maroc (1)
  - Vainqueur : 1961

En tant qu'entraîneur du  Rajae Béni-Mellal
- Botola Pro1 (1)
  - Champion : 1974

En tant qu'entraîneur du  SCC Mohammédia
- Botola Pro1 (1)
  - Champion : 1980

- Coupe du Maroc (1)
  - Vainqueur : 1975

- Supercoupe du Maroc (1)
  - Vainqueur : 1975